# Hugh Glass
Hugh Glass (Província da Pensilvânia, c. 1780 — Rio Yellowstone, 1833) foi um explorador estadunidense. Descendente de irlandeses, tornou-se conhecido por suas expedições — inicialmente comandadas por William Henry Ashley —, as quais chegava a percorrer cerca de 320 km. Sua aventura mais notória foi Rocky Mountain Fur Company, em 1822, na qual encontrou novas rotas passando de St. Louis ao Rio Green.

## Na cultura popular
O filme norte-americano O Regresso de 2015 realizado por Alejandro González Iñárritu, escrito por Mark L. Smith e Iñárritu baseados no romance homónimo escrito por Michael Punke, que por sua vez foi inspirado pela história real de Hugh Glass. A história se passa em 1823, durante uma expedição para território inexplorado no Velho Oeste, onde Hugh Glass é atacado por um urso e deixado para morrer pelos seus companheiros. Glass sobrevive e parte para dentro de território selvagem durante o inverno à procura de vingança contra aqueles que o deixaram para morrer. O filme é estrelado por Leonardo DiCaprio, Tom Hardy, Domhnall Gleeson e Will Poulter.
O filme foi bastante aclamado pelo público e pela crítica através da brilhante atuação de DiCaprio bem como pela notória super produção que rendeu 12 indicações ao Oscar vencendo em três categorias e também vencendo três categorias das quatro indicações do Globo de Ouro. Foi considerado o melhor filme de 2015 e marcou por render o primeiro Oscar ao ator Leonardo DiCaprio.